# RNF2
RNF2 (англ. Ring finger protein 2) – білок, який кодується однойменним геном, розташованим у людей на короткому плечі 1-ї хромосоми.  Довжина поліпептидного ланцюга білка становить 336 амінокислот, а молекулярна маса — 37 655.
| 10         |  | 20         |  | 30         |  | 40         |  | 50         |
| ---------- |  | ---------- |  | ---------- |  | ---------- |  | ---------- |
| MSQAVQTNGT |  | QPLSKTWELS |  | LYELQRTPQE |  | AITDGLEIVV |  | SPRSLHSELM |
| CPICLDMLKN |  | TMTTKECLHR |  | FCADCIITAL |  | RSGNKECPTC |  | RKKLVSKRSL |
| RPDPNFDALI |  | SKIYPSRDEY |  | EAHQERVLAR |  | INKHNNQQAL |  | SHSIEEGLKI |
| QAMNRLQRGK |  | KQQIENGSGA |  | EDNGDSSHCS |  | NASTHSNQEA |  | GPSNKRTKTS |
| DDSGLELDNN |  | NAAMAIDPVM |  | DGASEIELVF |  | RPHPTLMEKD |  | DSAQTRYIKT |
| SGNATVDHLS |  | KYLAVRLALE |  | ELRSKGESNQ |  | MNLDTASEKQ |  | YTIYIATASG |
| QFTVLNGSFS |  | LELVSEKYWK |  | VNKPMELYYA |  | PTKEHK     |  |            |

A: Аланін

C: Цистеїн

D: Аспарагінова кислота

E: Глутамінова кислота

F: Фенілаланін

G: Гліцин

H: Гістидин

I: Ізолейцин

K: Лізин

L: Лейцин

M: Метіонін

N: Аспарагін

P: Пролін

Q: Глутамін

R: Аргінін

S: Серин

T: Треонін

V: Валін

W: Триптофан

Кодований геном білок за функціями належить до трансфераз, репресорів, фосфопротеїнів. 
Задіяний у таких біологічних процесах як транскрипція, регуляція транскрипції, убіквітинування білків. 
Білок має сайт для зв'язування з іонами металів, іоном цинку. 
Локалізований у ядрі, хромосомах.